# Aphonomorphus hapitheformis
Aphonomorphus hapitheformis är en insektsart som beskrevs av Bruner, L. 1916. Aphonomorphus hapitheformis ingår i släktet Aphonomorphus och familjen syrsor. Inga underarter finns listade i Catalogue of Life.